# PIGUI
PIGUI är en akronym som står för Platform Independent Graphical User Interface. Det är ett programbibliotek som används av programmerare vid programmering för att skapa ett plattformsoberoende grafiskt användargränssnitt. Ett PIGUI måste stödja flera grafiska användargränssnitt under minst två operativsystem för att passa in i definitionen av ett äkta PIGUI.